# Ciclo de Jespersen

Ilustración del ciclo de Jespersen en la negación en francés.

El Ciclo de Jespersen es en lingüística histórica el proceso que describe la evolución de la negación en ciertas lenguas. En varios idiomas como el francés, el inglés antiguo, el galés o el bereber, se ha comprobado cómo la oración negativa pasa de un único adverbio de negación tras el pronombre personal a dos partículas negativas antes y después del verbo, para posteriormente perder el marcador preverbal de la negación y dejar únicamente el adverbio de negación final. El término fue acuñado por el lingüista sueco Östen Dahl en una publicación de 1979 titulada Tipología de la oración negativa, y su nombre es en honor al lingüista danés Otto Jespersen, quien identificó por primera vez este ciclo en la década de 1910 con su obra La negación en inglés y otros idiomas.

## Introducción
El lingüista Otto Jespersen comenzó su libro con las siguientes palabras:

La historia de las expresiones negativas en varios idiomas nos hace presenciar una curiosa fluctuación: el primer adverbio negativo original se debilita, luego se le percibe como insuficiente y por lo tanto se fortalece, generalmente a través de alguna palabra adicional, y esto a su vez puede apreciarse como el propio negativo y puede luego, con el transcurso del tiempo, estar sujeto al mismo desarrollo que la palabra original.

Desde entonces, el proceso se ha descrito en muchos idiomas de varias familias diferentes, y es particularmente notable en el francés, el galés y algunos dialectos del árabe (palestino) y del bereber, como el tamazight del Marruecos Central. En determinadas lenguas chámicas habladas en algunas regiones de Camboya, Vietnam y Hainan también se ha apreciado la presencia del ciclo de Jespersen. El italiano y las diversas lenguas regionales italianas también están experimentando una transformación similar.

## Ejemplos
El ciclo consta de tres pasos:
1. La negación se expresa mediante un elemento colocado antes del verbo. Por ejemplo, en francés antiguo: «Je ne dis» (o «Jeo ne dis»).
2. Dos elementos son obligatorios para expresar la negación, uno antes del verbo y otro después: «Je ne dis pas» en francés estándar.
3. El primer adverbio se vuelve opcional, o incluso desaparece por completo: «Je dis pas» en francés coloquial.

El inglés también pasó por el ciclo de Jespersen al principio de su historia: por ejemplo, «I didn't see» se expresaría en inglés antiguo como «ic ne geseah»; luego se fortaleció con la palabra «nauȝt» (del inglés antiguo «nawiht», "ninguna cosa") en inglés medio («I ne ysauȝ nauȝt»), para concluir en inglés moderno temprano con «I saw not». El mismo desarrollo ocurrió en los otros idiomas germánicos como el alemán y el neerlandés, que produjeron sus respectivas partículas negativas pospuestas «nicht» y «niet», primero duplicando y finalmente expulsando la partícula negativa original *ne / *ni.